# كارين كيسلر
كارين كيسلر (بالألمانية: Karin Kessler)‏ هي منافسة ألعاب القوى ألمانية، ولدت في 25 أبريل 1939 في هامبورغ في ألمانيا.